# John Monteiro
John Jude Monteiro (ur. 28 listopada 1938) – hongkoński hokeista na trawie, uczestnik Letnich Igrzysk Olimpijskich 1964.
Na igrzyskach w Tokio Monteiro grał na dwóch pozycjach – w pierwszym meczu był prawoskrzydłowym a później cofnięty został na lewą stronę obrony. Reprezentował Hongkong w czterech z siedmiu spotkań. Sześć spotkań hongkońscy hokeiści przegrali, tylko jedno zremisowali (1–1 z Niemcami, Monteiro nie uczestniczył w tym spotkaniu). W przegranym 1–4 meczu z Malezyjczykami Monteiro strzelił gola dla Hongkongu, jedynego zresztą w turnieju. Hongkończycy zajęli ostatnie miejsce w swojej grupie i jako jedyna drużyna na turnieju nie odnieśli zwycięstwa. W klasyfikacji końcowej jego drużyna zajęła ostatnie 15. miejsce. 
Monteiro był w składzie Hongkongu na Igrzyskach Azjatyckich 1962 w Dżakarcie, na których drużyna ta osiągnęła szóste miejsce (odpadli w fazie grupowej, w której wygrali tylko z Koreańczykami 2–0). Cztery lata później zajął wraz z drużyną przedostatnie siódme miejsce (zwycięstwo tylko z Tajami).
W 2012 roku Monteiro był jednym z pięciu zawodników z kadry olimpijskiej, który mieszkał w Hongkongu.